# Äksi

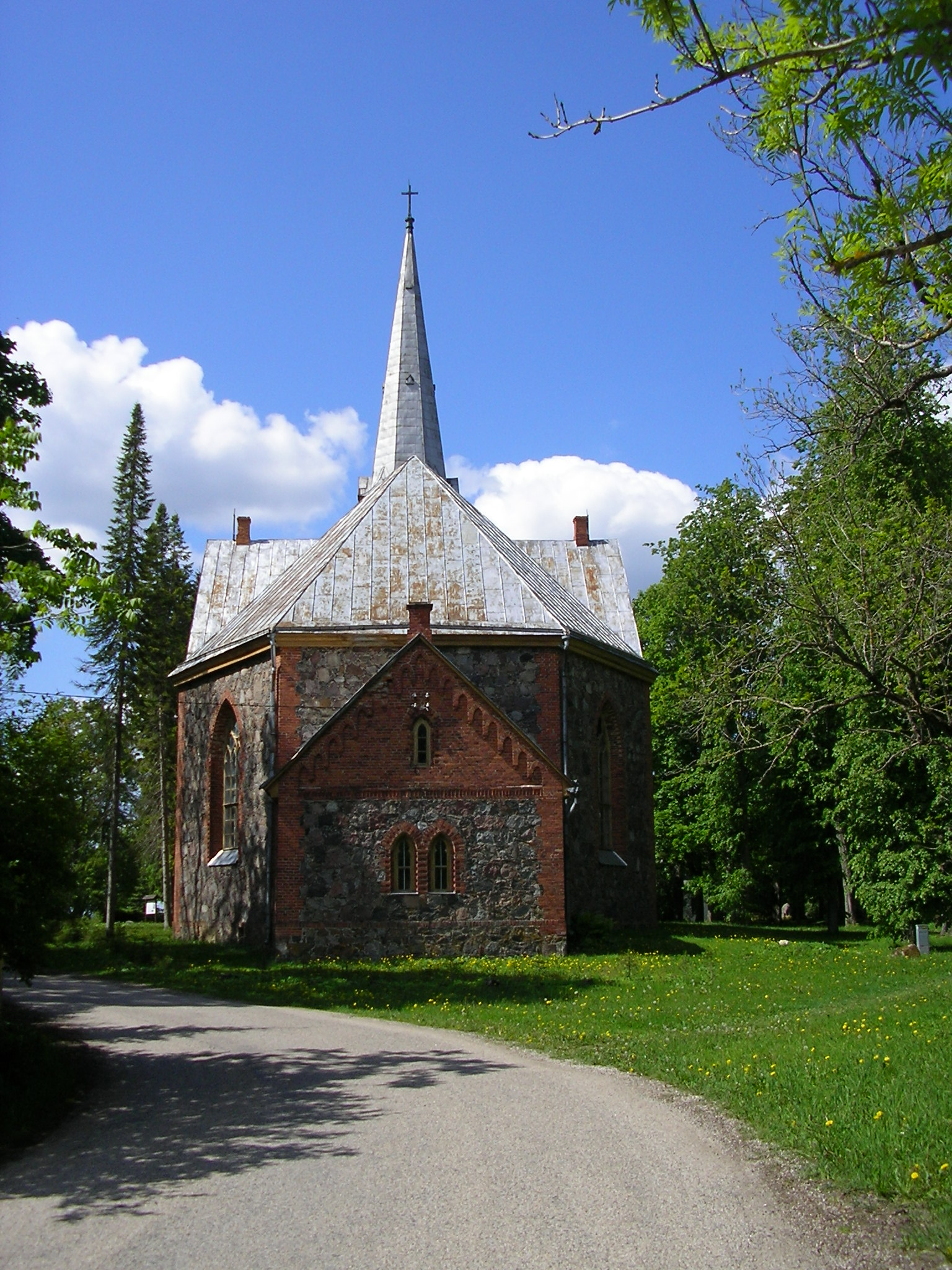
Die Andreas-Kirche in Äksi

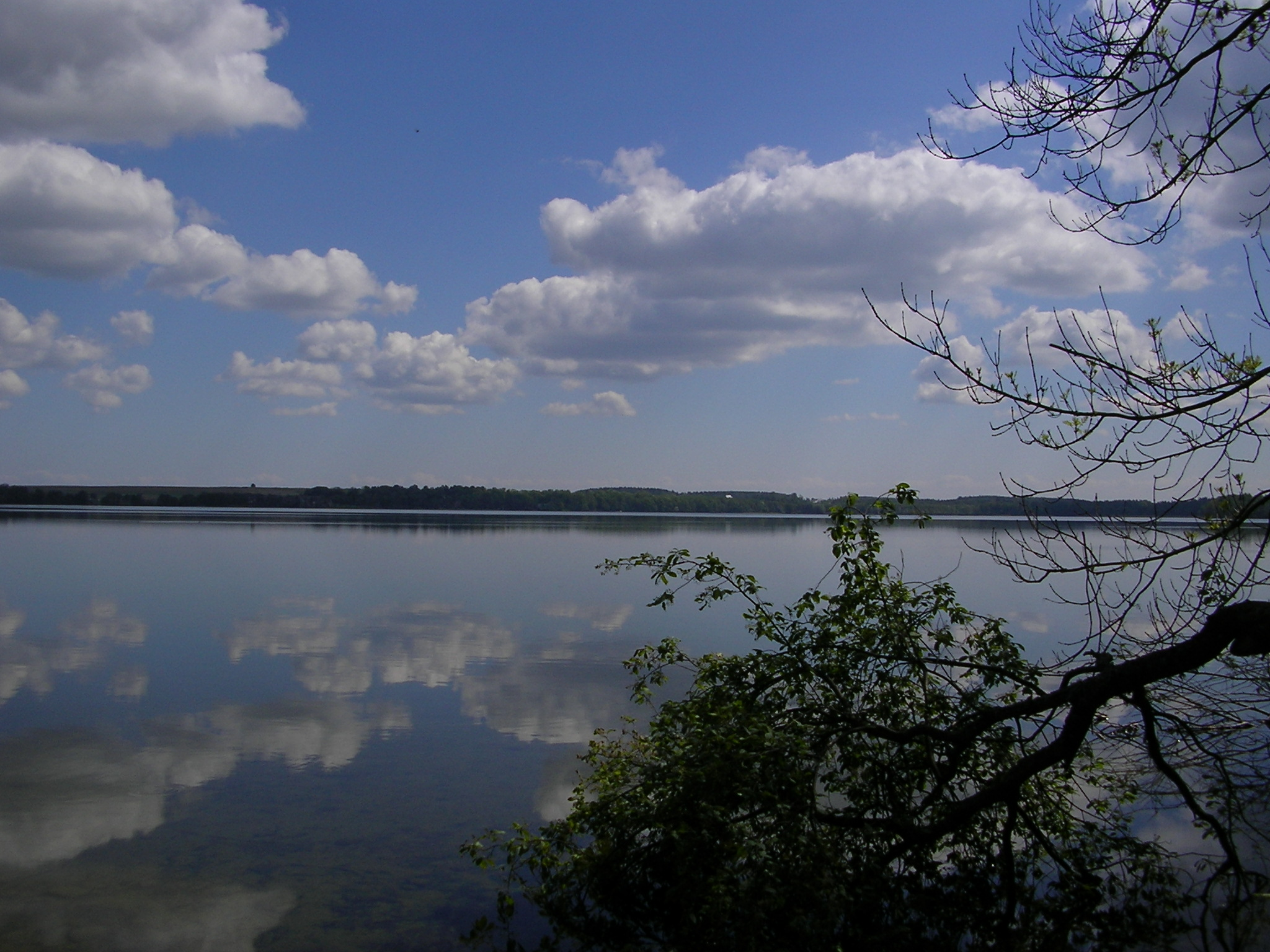
Der Saadjärv bei Äksi

Äksi (deutsch Ecks) ist ein Dorf (küla) im estnischen Kreis Tartu. Es hat 477 Einwohner (Stand: 1. Januar 2003). Äksi gehört verwaltungsmäßig zur Landgemeinde Tartu (estnisch Tartu vald). Sie liegt in der Nähe des Sees Saadjärv. Durch den Ort fließt der Fluss Mudajõgi.
Äksi war bis zur jüngeren Zeit das Zentrum eines wichtigen livländischen Kirchspiels, das 1443 erstmals unter dem Namen Ekes erwähnt wird. Im Pastorat von Äksi wirkten wichtige Persönlichkeiten wie der deutschbaltische Gelegenheitsdichter Carl Gustav Staden (1700–1750, Pastor von 1724 bis 1744), der Publizist und Sprachwissenschaftler August Wilhelm Hupel (1737–1819, Pastor von 1760 bis 1763) und der Literat Otto Wilhelm Masing (1763–1832, von 1815 bis 1832 in Äksi tätig). Von 1834 bis zu seinem Tod wirkte im Ort der Autor und Übersetzer Franz von Ackermann (1801–1855), der für die erste Goethe-Übersetzung in die estnische Sprache bekannt wurde und auf dem Friedhof von Äksi begraben liegt.
Die neogotische Andreas-Kirche von Äksi wurde 1889 erbaut. Erstmals erwähnt wurde die Kirche jedoch bereits 1443. Der Legende nach steht diese erste Holzkirche auf dem Grund des bis zu 25 Meter tiefen Saadjärv. Als einst sieben Brüder die Kirche betraten, so heißt es, sei diese gesunken. Auch in die heutige Kirche wollten einst sieben Brüder treten, doch als auch diese zu sinken begann, sei einer der Brüder von der Schwelle zurückgetreten. Leicht gesunken sei die Kirche dennoch. So beschreibt eine Informationstafel nahe der Kirche die Vorgänge, die zu den stark auseinandergehenden Jahreszahlen führten.
Schräg gegenüber der Andreas-Kirche auf der anderen Straßenseite befindet sich das lokale Denkmal des Unabhängigkeitskrieges.